# مرتضی امین
مرتضی امین (۱۲۶۱ تبریز - ۱۳۲۶ تبریز) بازرگان آذربایجانی، شهردار تبریز و نماینده این شهر در مجلس شورای ملی بود.
پدرش حاج میرزا شفیع امین‌التجار اصفهانی از بازرگانان تراز اول ایرانی در استانبول بود. پس از مرگ پدر، برادر بزرگترش محسن تجارت او را در استانبول ادامه داد و لقب پدر را به ارث برد و سپس، معتمدالتجار لقب گرفت. مرتضی نیز پیشه پدری را در تبریز ادامه داد و از تجار سرشناس شهر شد. 
برادرش میرزا محسن معتمدالتجار از مشروطه‌خواهان برجسته تبریز شد و در دوره‌های دوم و چهارم مجلس شورای ملی به نمایندگی از تبریز به تهران رفت. او همچنین از یاران شیخ محمد خیابانی بود و بعداً نیز از مخالفان جدی رضاخان سردارسپه شد. اما مرتضی در دوران سلطنت رضا شاه در سال ۱۳۱۴ به نمایندگی تبریز در مجلس شورای ملی انتخاب شد (دوره دهم) و در دوره بعد نیز کرسی خود را حفظ کرد. 
پس از درگذشت میرزا آقا فرشی نماینده دیگر تبریز که به انتخاب مجلس، عضو هیئت ناظران بر بانک ملی و ذخیره نقدی و اسکناس کشور بود، نمایندگان در ۲۹ شهریور ۱۳۱۵ امین را برای تصدی این جایگاه برگزیدند. او در دوره بعدی مجلس نیز به همین سمت انتخاب شد اما پیش از پایان نمایندگی‌اش  در سال ۱۳۱۶ شهردار تبریز شد و در نوسازی و بازسازی تبریز فعالیت زیادی کرد. 
برادرزاده‌اش دکتر محمدشفیع امین در دوره‌های نوزدهم، بیست و یکم، بیست و دوم و بیست و سوم مجلس شورای ملی نماینده تبریز شد.